# آرغويليس (محطة مترو أنفاق مدريد)
آرغويليس (بالإسبانية: Argüelles)‏ هي محطة مترو أنفاق في مدريد في إسبانيا، تقع على الخط رقم 3،4،6.